# Dart Container Line
Die Dart Container Line Co. Ltd. war eine bermudische Containerschiffsreederei, die von 1969 bis 1981 bestand.

## Geschichte
Das Gemeinschaftsunternehmen wurde 1969 von den Linienreedereien Compagnie Maritime Belge aus Antwerpen und Bristol City Line aus Bristol sowie dem Transportunternehmen Clarke Traffic Services aus Montreal gegründet, um im damals neuen Containergeschäft Fuß fassen zu können, ohne die großen damit verbundenen Investitionen alleine bewältigen zu müssen. Hintergrund dieser Entwicklung waren die weltweit schnell wachsenden Langstreckencontainerverkehre, mit denen Mitbewerber, wie die Containerpioniere Sea-Land Corporation oder die ebenfalls neugegründeten Konsortien Overseas Containers Limited und Atlantic Container Lines den herkömmlichen Stückgutlinienverkehren große Ladungsanteile abnahmen. Vor der Gründung der Dart Container Line war der Compagnie Maritime Belge die Beteiligung am ACL-Konsortium verwehrt worden und auch Verhandlungen mit der Hapag-Lloyd-Containerlinie und verschiedenen US-Reedereien scheiterten.
Zunächst nahm die Dart Container Line ihren Linienbetrieb mit drei in Deutschland gecharterten Containerschiffen zwischen Antwerpen und Halifax auf. Von Halifax wurden die Container per Bahn nach Montreal und Hamilton weiter befördert. Bald folgte ein zweier Dienst zwischen Antwerpen, Southampton, New York und Norfolk mit vier Semicontainerschiffen der CMB Maler-Klasse. 1970 und 1971 erhielt Dart die ersten drei Neubauten mit denen die beiden Liniendienste zusammengefasst wurden. Die neuen Schiffe Dart America, Dart Europe und Dart Atlantic zählten beim Bau mit ihrer Tragfähigkeit von rund 28.000 Tonnen bei einer Stellplatzkapazität von 1556 TEU zu den weltweit größten Vollcontainerschiffen. Etwa zeitgleich mit den neuen Schiffen eröffnete in Halifax das von Clarke Traffic Services betriebene Halterm-Containerterminal.
Im Jahr 1971 übernahm Bibby Line die Bristol City Line, veräußerte seine Anteile aber später an OOCL. Nachdem OOCL und CP Ships einen gemeinsamen Dienst zum Sankt-Lorenz-Strom aufgebaut hatten, wurde das Dart-Line-Konsortium 1981 aufgegeben und der Reedereibetrieb über das neugegründete Unternehmen Dart Line Canada Ltd. geführt. Ab 1988 wurden die Dienste komplett vom federführenden Liniennetz der OOCL übernommen und der Name Dart Container Line verschwand endgültig.

## Von der Dart Container Line eingesetzte Schiffe (Auswahl)
| Dart-Container-Line-Schiffe | Dart-Container-Line-Schiffe   | Dart-Container-Line-Schiffe | Dart-Container-Line-Schiffe | Dart-Container-Line-Schiffe                                      | Dart-Container-Line-Schiffe |
| Bauname                     | Bauwerft/ Baunummer           | IMO-Nummer                  | Ablieferung                 | Auftraggeber                                                     | Umbenennungen und Verbleib |
| --------------------------- | ----------------------------- | --------------------------- | --------------------------- | ---------------------------------------------------------------- | --- |
| Jordaens                    | Cockerill-Ougree, Hoboken/815 | 5420619                     | Juni 1963                   | Compagnie Maritime Belge, Antwerpen                              | 1980 Char Ning, 1982 Nafeesa, 1984 Tripos No. 2, ab 9. Februar 1984 bei Chien Yu Steel Industrial Company in Kaohsiung verschrottet. |
| Breughel                    | Cockerill-Ougree, Hoboken/816 | 5410456                     | September 1963              | Compagnie Maritime Belge, Antwerpen                              | 1982 Reasury Alpha, 1984 Tamaki ab 25. Juli 1985 in Qingdao verschrottet. |
| Rubens                      | Cockerill-Ougree, Hoboken/817 | 5425310                     | Januar 1964                 | Compagnie Maritime Belge, Antwerpen                              | 1972 Memling, 1983 Christina, ab 1. September 1984 in Yantai verschrottet. |
| Teniers                     | Cockerill-Ougree, Hoboken/818 | 6407262                     | April 1964                  | Compagnie Maritime Belge, Antwerpen                              | 1981 Santa Clara, ab 1. Juni 1984 in Shanghai verschrottet. |
| Dart America                | Swan Hunter, High Walker/14   | 7018343                     | November 1970               | Tynedale Shipping Company, Bristol (Clarke Traffic Services)     | 1981 Manchester Challenge, 1988 OOCL Challenge, ab 25. Februar 1996 in Gadani verschrottet. |
| Dart Europe                 | Cockerill Yards, Hoboken/857  | 7027540                     | November 1970               | Container Marine Belge, Antwerpen (Compagnie Maritime Belge)     | 1984 CMB Europe, 1985 Canmar Europe, 1996 Folly, 1996 ZIM Colombo, ab 2. November 1998 bei Western Shipbreaking Corporation in Alang verschrottet. |
| Dart Atlantic               | Swan Hunter, High Walker/15   | 7032210                     | 24. Mai 1971                | Bristol City Line, Bristol                                       | 1981 CP Ambassador, 1986 Canmar Ambassador, ab 13. April 1995 bei Hardik Trading in Alang verschrottet. |
| Dart Canada                 | Bremer Vulkan, Vegesack/993   | 7529122                     | 27. Februar 1978            | United International Container Transports, Hong Kong (OOCL)      | 1981 Canadian Explorer, 1990 OOCL Bravery, 1998 Canmar Bravery, 1999 CAST Privilege, 2001 Canmar Bravery, 2005 CP Bravery, 2006 Bravery, 2006 Siu, ab 25. Dezember 2006 in Chittagong verschrottet.                                                           |
| Seatrain Independance       | Namura, Imari/831             | 7718620                     | 13. November 1978           | SSI Sea Incorporated, Monrovia (Itel Corporation)                | 1980 Seapac Independance, 1981 Dart Americana, 1987 American Senator, 1989 CMB Marque, 1990 Canmar Triumph, 2005 CP Triumph, 2006 Triumph, 2009 Mica, ab 8. September 2009 in Alang verschrottet.                                                             |
| Seatrain Oriskany           | Namura, Imari/833             | 7718644                     | 30. März 1979               | SSI Sea III Incorporated, Monrovia (Itel Corporation)            | 1981 Seapac Oriskany, 1981 Dart Britain, 1987 Taiwan Senator, 1990 OOCL Assurance, 1997 Canmar Valour, 2005 CP Valour, am 9. Dezember 2005 in der Bucht von Praia do Norte gestrandet und am 20. September 2006 im Schlepp vor den Azoren gesunken.           |
| Seatrain Yorktown           | Namura, Imari/-               | 7718632                     | Februar 1979                | SSI Sea II Incorporated, Monrovia (Itel Corporation)             | 1981 Seapac Yorktown, 1981 Dart Continent, 1987 Continent, 1990 CMB Mallet, 1991 Sea Pride, 1994 Canmar Conquest, 2002 Elisa B., 2011 Scorpius, ab 28. August 2011 bei Navyug Shipbreaking Company in Alang verschrottet.                                     |
| Oriental Leader             | Mediterranee, La Seyne/-      | 7104245                     | 9. Dezember 1971            | Orient Overseas Container Services Incorporated, Monrovia (OOCL) | 1976 verlängert, 1982 Ocean Legend, 1987 Dart America, 1988 OOCL America, 1989 OOCL Blessing, 1989 Ocean Blessing, am 19. September 1992 nach Kollision mit der Nagasaki Spirit in Brand geraten und bei Ujung Tamiang gestrandet, 21 Tote.                   |
| Asialiner                   | Nordseewerke, Emden/428       | 7119733                     | 14. Februar 1972            | Scarsdale Shipping Company, London                               | 1980 neu motorisiert, 1981 Seapac Bunker Hill, 1981 Oriental Minister, 1987 Dart Europa, 1988 OOCL Europa, 1990 Ville de Titana, 1995 Montreal Senator, 1996 Ville de Titana, 1996 Med Colombo, 1997 Chicago Express, ab 10. Mai 2001 in Alang verschrottet.  |
| Asiafreighter               | Nordseewerke, Emden/429       | 7205843                     | 4. Juli 1972                | Scarsdale Shipping Company, London                               | 1980 neu motorisiert, 1981 Seapac Concord, 1981 Oriental Diplomat, 1987 Dart Atlantic, 1988 OOCL Atlantic, 1990 Atlantic Senator, 1990 OOCL Dynasty, 1991 Ville de Tucana, 1995 Canmar Enterprise, 1996 Med Naples, ab 2. Februar 1999 in Alang verschrottet. |